# تويزكي (تويزكي)
تويزكي هي إحدى مشيخات المملكة المغربية، تتبع جغرافيا لإقليم آسا الزاك وإداريًا لتويزكي. يقدر عدد سكانها بـ 1263 نسمة حسب الإحصاء الرسمي للسكان والسكنى لسنة 2004.